# Григор Божинов
Григор (Глигор) Димитров Божинов, известен като Гурко, е български революционер, деец на Вътрешната македоно-одринска революционна организация.

## Биография
Роден е в 1870 година в град Крушево, който тогава е в Османската империя. Завършва първи прогимназиален клас. Занимава се с шивачество, а по-късно с търговия. Влиза във ВМОРО. През 1902 година за революционна дейност е арестуван и изтезаван. Оглавява Крушевския революционен комитет. По време на Илинденско-Преображенското въстание през лятото на 1903 година е член на Крушовското горско началство. В 1904 година е подпредседател на Околийския революционен комитет.
През 1910 година по време на обезоръжителната акция е арестуван и заточен в Айдън. По време на българското управление през 1915 - 1918 година е кмет на родния си град. През 1917 година подписва Мемоара на българи от Македония от 27 декември 1917 година.